# Gary Huff
Gary Earl Huff (Natchez, 27 aprile 1951) è un ex giocatore di football americano statunitense che ha giocato nel ruolo di quarterback nella National Football League (NFL) e nella United States Football League (USFL). Al college giocò a football alla Florida State University.

## Carriera professionistica
Huff fu scelto nel corso del secondo giro (33º assoluto) del Draft NFL 1973 dai Chicago Bears. Vi rimase per quattro anni (1973-1976), poi passò ai Tampa Bay Buccaneers (1977-1978) e per un anno ai San Francisco 49ers (1980). Fu il quarterback della prima vittoria della storia dei Buccaneers nel 1977. Terminò la sua carriera nel 1985 come allenatore/giocatore dei Memphis Showboats della USFL.

## Statistiche
NFL
| Yard passate  | 4.329 |
| Touchdown     | 16    |
| Intercetti    | 50    |
| Passer rating | 46,8  |